# تئودور لیمان
تئودور لیمان(به انگلیسی: Theodore Lyman) (۲۳ نوامبر ۱۸۷۴ - ۱۱ اکتبر ۱۹۵۴) فیزیک‌دان و طیف‌سنج آمریکایی بود که در بوستون، ماساچوست به دنیا آمد. از دانشگاه هاروارد در ۱۸۹۷ فارغ‌التحصیل شد و پی‌اچ‌دی‌اش را در سال ۱۹۰۰ گرفت و بعد به استخدام هاروارد به عنوان استادیار درآمد. در سال ۱۹۱۷ استاد دانشگاه شد. وی همچنین آزمایشگاه فیزیک جفرسون را بین سال‌های ۱۹۰۸ تا ۱۹۱۷ رهبری می‌کرد. وی به علت تحقیقات فراوان در مورد طول‌موج‌های بسیار کوتاه مورد توجه قرار گرفت. همچنین خطوط و سری لیمان به افتخار وی نام‌گذاری شده‌است. همچنین دهانه‌ای در ماه به نام لیمان به افتخار وی نام‌گذاری شده‌است.